# Шелаги
Шелаги (также «чауджан», «чавача») — народ, обитавший в приморской тундре, лежащей к востоку от Колымы, в бассейне реки Чаун. Чукотский Шелагский мыс, река и губа Чаунские и Чаванские получили название от этнонима этого народа.

## Название
В письменных источниках сведения о шелагах впервые встречаются в заметках Ф. П. Врангеля, документировавшим предания чукчей:
«Они были вытеснены отсюда чукчами… На Шелагском мысу один старик чукча выдавал себя за потомка древних шелагов, или, как чукчи обыкновенно называют чаванов, много лет тому назад двинувшихся на запад по морскому берегу и более не возвратившихся. От имени сего народа реки и залив получили название Чаванских, или Чаунских».
В. Г. Богораз название шелагов переводит от эскимоского слова силюк — «птичье перо».

## Происхождение
М. А. Сергеев называл шелагов «неизвестной этнографической группой», обитавшей на полярном побережье и на прилегающих островах к востоку от мыса Шелагский:
«Шелаги-чеваны — видимо, оторвавшаяся от основной массы своего народа восточная группа чукчей».
Ф. П. Врангель считал шелагов кочевыми оленеводами. По мнению Богораза, они были приморскими охотниками и по своему происхождению близки к роду юкагиров, племени чуванцев. Однако В. И. Иохельсон считал неправомерно связывать происхождение шелагов с тунгусами или одним из юкагирских родов.
Этнографы С. А. Арутюнов и Дориан Сергеев предполагают тесные контакты шелагов с эскимосами, чьи остатки культуры присутствуют в приморском районе, месте обитания шелагов. Данные топонимики говорят в пользу этой теории — большинство поселений по побережью Ледовитого океана носят эскимосские названия, а мыс Шелагский по-эскимосски называется Эрри. Возможными соседями шелагов могли быть не менее легендарные онкилоны, которые, согласно записям Врангеля, занимали берег от Шелагского мыса до Берингова пролива.
Филолог и лингвист А. А. Бурыкин считает интерпретацию шелагов как отдельного народа ошибочной и утверждает, что шелаги — это чукчи, жившие на реке Чаун.

## Исчезновение
Русские застали ещё шелагов в первые десятилетия XVIII столетия и считали от чукотского рода или чукчами-шелагами.
Участник экспедиции Ф. П. Врангеля доктор А. Э. Кибер указывает, что шелаги населяли окрестности Шелагского мыса и Чаунской губы и ушли оттуда на восток. Врангель предполагал вместе с Матюшкиным и Кибером, что народ шелагов погиб в войнах с юкагирами и тунгусами, либо вымер из-за поветрия, голода и болезней. Последнее представляется возможным, так как в этом регионе во второй половине XVII века свирепствовала оспа.
К вопросу о шелагах обращались видные этнографы и исследователи своего времени: В. И. Иохельсон, В. Г. Богораз, В. Н. Берх. Археологами недостаточно ещё исследовано арктическое побережье от устья р. Колымы до мыса Дежнёва. Вопрос о шелагах с точностью не разрешён до сих пор.